# Глід колючий
Глід колючий (Crataegus oxyacantha) — кущ або невелике дерево родини розових. Переважно C. oxyacantha вважається недійсним таксоном.
Глід колючий — кущ, або невелике дерево заввишки 5-6 м. Це широковідома в народі рослина, що росте в лісах і перелісках, на кручах, пагорбах, високих берегах річок, над урвищами, біля залізничних шляхів. Гілки рослини мають гострі й міцні (розміром 2 см і більше) колючки. Листки широкоромбічні, з голими черешками. Квітки двостатеві, п'ятипелюсткові, з білими або рожевими пелюстками. Плоди світло- або криваво-червоні. Цвіте глід у кінці травня, плодоносить — у серпні, на початку вересня. Райони поширення: Україна, Західний і Східний Сибір, Урал, Кавказ, Середня Азія.

## Сировина
Для медичного використання заготовлюють квітки, листки та плоди глоду колючого. Квітки та листки збирають на початку цвітіння рослини, плоди в серпні-вересні. Сушать сировину у добре провітрюваних приміщеннях. Квітки глоду (свіжі й особливо висушені) мають приємний і своєрідний запах, який приваблює міль. Вона осідає у квітках і робить сировину непридатною до використання. Щоб захистити квітки глоду від ураження їх міллю, їх треба зберігати в щільній картонній чи дерев'яній тарі.

## Хімічний склад
У квітках глоду колючого знайдено флавоноїдні сполуки: гіперозид, кверцетин. Виявлено оксикоричні кислоти — хлорогенову і кавову — та аміни: триметиламін, холін, ацетилхолін. У листках виявлено кислоти: кратеголову, урсолову, акантолову і неотоголову, флавоноїди, летку олію. У плодах наявні аскорбінова кислота, ретинол, сапоніни, ненасичені жирні кислоти (масляна і лінолева), цукри, дубильні і фітостеринові речовини, білки.

## Застосування
Препарати квіток і плодів глоду (настої, спиртові настойки, рідкий екстракт плодів) тонізують серцевий м'яз, знижують збудливість центральної нервової системи, посилюють кровопостачання коронарних судин серця і судин мозку, усувають тахікардію та аритмію, поліпшують сон, самопочуття. Нормалізують артеріальний тиск. Дія препаратів глоду колючого спазмолітична, ангіотонічна, діуретична, антиалергічна. Знижуючи збуджуваність центральної нервової системи, препарати глоду дають значний антиалергічний ефект при захворюваннях, спричинених різними алергенами, та при автосенсибілізації. У препаратах глоду виявлено ненасичені кислоти, що сприяють зниженню рівня холестерину в крові.